# Villa Empain

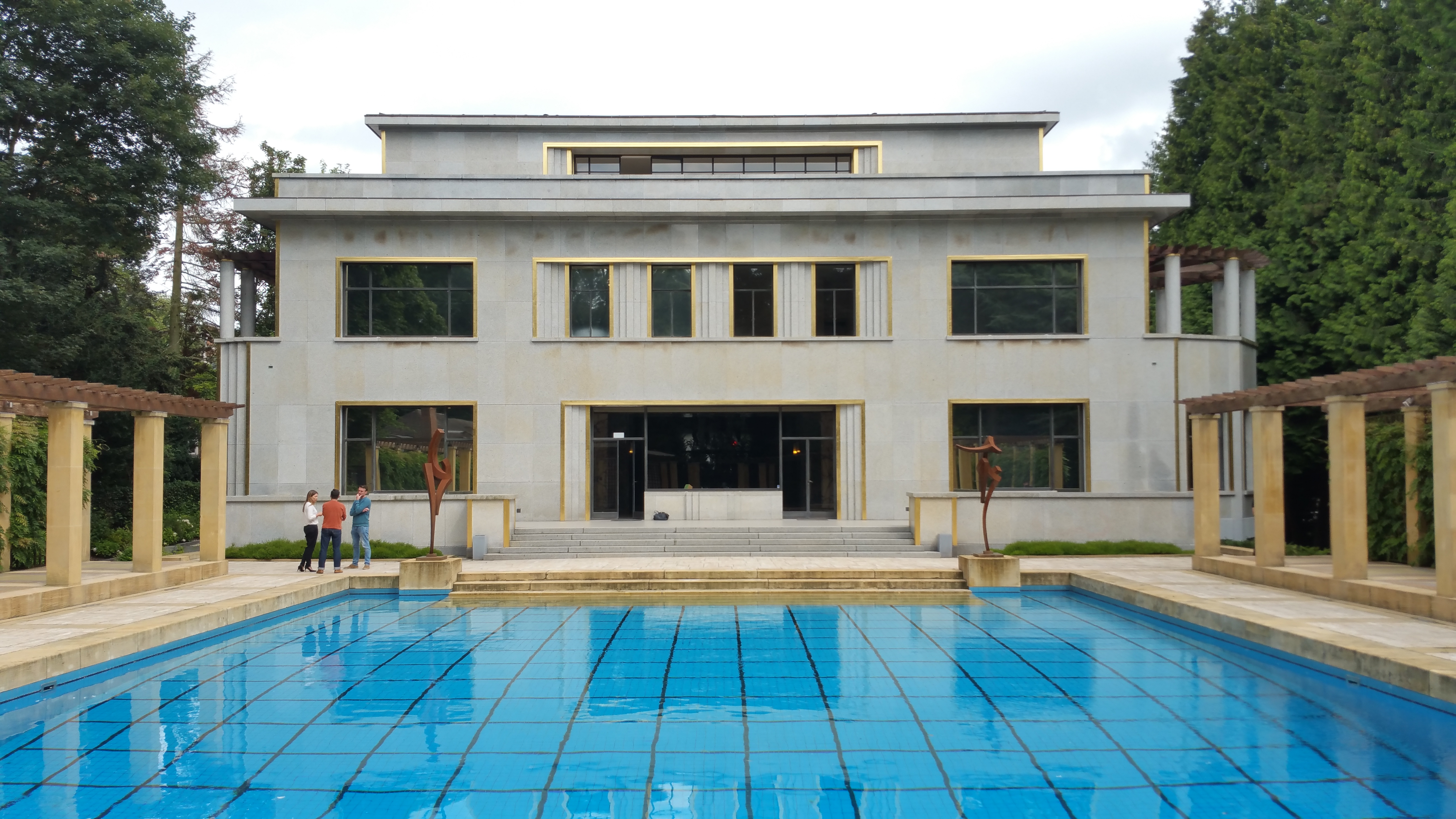
Die Villa Empain

Die Villa Empain oder hôtel Empain ist eine vom belgischen Architekten Michel Polak von 1930 bis 1935 im Auftrag des Barons Louis Empain, Sohn von Édouard Louis Joseph Empain, in Brüssel errichtetes und heute denkmalgeschütztes Gebäude. Es entstand im Baustil des Art déco mit starken Einflüssen des Bauhauses in der Avenue des Nations, der heutigen Avenue Franklin Roosevelt 67.
Das Gebäude war zunächst als Wohnhaus geplant, der Bauherr stellte aber schnell fest, dass er ein Kunstwerk erschaffen hatte, das sich nicht zum Wohnen eignete. Es ist umstritten, ob er je wirklich im Gebäude gelebt hatte, vermutet wird eine Nutzung für etwa ein Jahr, anschließend zog Empain nach Kanada. Deshalb schenkte Louis Empain die Villa 1937 dem belgischen Staat mit der Auflage, dass es nur als Museum genutzt werden dürfe. Im November 1943 wurde es von der Wehrmacht als Sitz des Ortskommandanten für die deutsche Besatzung Belgiens beschlagnahmt. Nach dem Krieg übergab Paul-Henri Spaak 1947 aus nicht mehr aufzuklärenden Gründen ohne Rücksicht auf die Schenkungsbedingungen die Villa an die Sowjetunion, damit sie darin ihre Botschaft einrichtete. Diese Entscheidung wurde von der Familie Empain unter Berufung auf die Zweckbestimmung als Museum von 1937 über Jahre angefochten, so dass die Sowjetunion 1964 ausziehen musste und die Villa an Louis Empain zurückgegeben wurde. Der nutzte sie wieder als Ausstellungsort, bevor er sie 1973 an Harry Tcherkezian verkaufte, einen armenischen Geschäftsmann mit Sitz in den USA. Dieser vermietete das Haus. Von 1980 bis 1993 war der Sender RTL Mieter. Anschließend verfiel die Villa und wurde Opfer von Vandalismus. 2001 wurde sie auf die Liste des schützenswerten Brüsseler baulichen Erbes gesetzt und 2006 durch die Fondation Boghossian gekauft. Von 2007 bis 2011 wurde die Villa mit einem Aufwand von über 5 Mio. Euro restauriert, wofür die Fondation 2011 einen Europa-Nostra-Preis erhielt. Seit 2007 steht die Villa unter Denkmalschutz. Sie ist Sitz der international tätigen Fondation Boghossian und wird zudem für Ausstellungen genutzt.

## Das Bauwerk
Bauherr Louis Empain und Architekt Michel Polak arbeiteten eng zusammen am Entwurf der Villa. Sie vereinten zwei verschiedene Einflüsse zu einem integrierten Konzept. Aus dem Art déco stammen außergewöhnlich aufwändige Materialien und handwerkliche vollendete Verarbeitungen der Details, das Bauhaus brachte die einfachen Linien und das symmetrische Raster ein, sowie die strikte Ablehnung überflüssiger Ornamente.
Die Villa ist aus sehr hochwertigen Materialien erbaut: Die Fassaden sind mit poliertem Baveno-Granit aus Italien verkleidet, diverse Kantenschutzleisten aus Messing sind mit Blattgold belegt. In den Innenräumen wurden Escalette- und Bois-Jourdan-Marmor verbaut. Teure Tropenhölzer wie Palu-Holz aus Indien, Manilkara aus Venezuela, Bubunga-Wurzelholz, Walnuss- und Walnuss-Wurzelholz sowie Palisander- und Eichenholz fanden Verwendung in Böden und Vertäfelungen. Hinzu kamen aufwändige Glasmosaike sowie eine hinterleuchtete Glasdecke Die Milchstraße von Max Ingrand und seiner Frau Paule.

## Geschichte
Das unermessliche Vermögen der Familie Empain stammte aus der Ausbeutung der belgischen Kolonie Kongo. Édouard Louis Joseph Empain hatte mit einem Steinbruch in Belgien begonnen und mit persönlicher Protektion durch König Leopold II. ein Rohstoffimperium im sogenannten Kongo-Freistaat in Zentralafrika errichtet und durch Geschäftszweige vorwiegend im französischsprachigen Europa erweitert. Nach seinem unerwarteten Tod 1929 fanden sich die ihrem Vater seit Jahren entfremdeten Söhne Louis Empain und Jean Empain in der Führung eines Weltkonzerns wieder und strukturierten das Unternehmen zur Société Electrorail um, aus der über mehrere Fusionen und Ausgründungen Schneider-Empain und Schneider Electric wurden. Während Jean Empain das Vermögen genoss und einen Lebensstil als Playboy führte, engagierte sich Louis Empain für das Unternehmen und entwickelte sich zu einem Förderer der Künste.
Zusammen mit dem Architekten Michel Polak entwarf Louis Empain die Villa, die als Wohnhaus gedacht war.
Die Fondation Boghossian wurde von einer Familie armenisch-stämmiger Libanesen gegründet, die als Juweliere und Edelsteinhändler in Antwerpen und Genf tätig sind. Sohn Jean Boghossian bestimmte die verfallene Villa Empain als zukünftigen Sitz der Stiftung und ließ sie renovieren.

## Dokumentarfilm
- Katharina Kastner: Villa Empain. Produktion: Belgien, Frankreich, Österreich, Deutschland 2019, 16 mm, 25 min. Premiere beim Festival International de Cinema, Marseille 2019.[5]